# 迪普里弗鎮區 (愛荷華州保厄希克縣)
迪普里弗鎮區（英語：Deep River Township）是位於美國愛荷華州保厄希克縣的一個行政鎮區。

## 地方資料
根據2010年美國人口普查的數據，迪普里弗鎮區的面積為97.56平方千米，當中陸地面積為97.54平方千米，而水域面積為0.02平方千米。當地共有人口473人，而人口密度為每平方千米4.85人。